# Археологически музей в Ираклио
Археологическият музей в Ираклио, остров Крит е музеят с най-богата колекция от артефакти на минойската цивилизация. Съдържа праисторически и исторически находки, покриващи период от над 5500 години, от неолита до римско време.

## Постройка
Музеят, първоначално обикновена археологическа колекция, е построен в периода 1904 – 1912 г. от критяните Йосиф Хаджидакис и Стефанос Ксантодидис. Разрушителните земетресения от 1926, 1930 и 1935 г. увреждат непоправимо сградата и налагат изграждането на по-солидна конструкция. Новата сграда е построена между 1937 и 1940 г., а през 1964 г. е добавено ново крило.

## Колекции

### Стая I
Находки от 6000 г. пр. Хр. до пре-дворцовия период, вкл.:
- неолитната богиня на плодородието
- съдове от Василики
- каменни съдове от остров Мохлос
- миниатюрни глинени фигурки

### Стая II
Находки от 2000 – 1700 г. пр. Хр. от дворците в Кносос и Малия и от планински светилища вкл.:
- глинени съдове от Камарес
- миниатюри на минойски къщи – „градска мозайка“
- фигурки от планиниски светилища

### Стая III
- Фестоския диск
- глинени съдове от Камарес

### Стая IV
Находки от 1700 – 1450 г. пр. Хр. вкл.:
- Ритонът с бичата глава от Кносос
- фигурки на богинята със змиите
- бронзови оръжия и оръдия на труда
- чаши с надписи на линеар А

### Стая V
Находки от 1450 – 1400 г. пр. Хр. вкл.:
- обекти, внесени от древен Египет
- глинен модел на къща
- образци с надписи на линеар А и линеар Б

### Стая VI
Находки от гробници в Кносос, Фестос и Арханес, вкл.:
- глинени фигурки
- златни бижута
- конско погребение от куполната гробница в Арханес

### Стая VII
Находки от 1700 – 1300 г. пр. Хр. от малки сгради и пещери-светилища, вкл.:
- бронзови лабриси
- Вазата с жътварите
- стеатитови вази от Агиа Триада
- златни бижута от двореца в Малия

### Стая VIII – Закрос
Находки от 1700 – 1450 г. пр. Хр. от двореца в Закрос, вкл.:
- ритон от планински кристал
- ритон с бича глава
- съдове с флорални и морски мотиви

### Стая IX
Находки от 1700 – 1450 г. пр. Хр. от източен Крит, вкл.:
- теракотени фигурки от планинското светилище в Писокефало
- печати

### Стая X – микенска
Находки от 1400 – 1100 г. пр. Хр. вкл.:
- глинени фигурки
- глинена скулптура на танцьори с лира

### Стая XI – дорийска
Находки от 1100 – 900 г. пр. Хр. от времето на дорийското преселение в Крит, вкл.:
- железни оръжия и оръдия на труда
- глинени фигурки
- оброчни предмети

### Стая XII
Находки до 650 г. пр. Хр., вкл.:
- декорирана с грифони керамика
- артефакти и фигурки от Като Симе

### Стая XIII – ларнакси
- Минойски ларнакси

### Стая XIV – зала на фреските
- Фрески от Кносос и Агиа Триада
- Саркофагът от Агиа Триада

### Стая XV и стая XVI
- Още Фрески, вкл. „Парижанката“

### Стая XX – класическа гръцка и гръко-римска колекция
- Класически гръцки и гръко-римски скулптури

## Информация за посетители

### Работно време, април до септември
- понеделник: 12:00 – 19:00 h
- вторник-събота: 08:00 – 19:00 h

### Работно време, октомври до март
- всеки ден: 08:00 – 17:00 h

### Достъп
Билетите за достъп до колекцията на музея са с цена от €12 (€6 с намаление). Различните възможности за достъп са описани в уеб-сайта на музея.